# Церква Покрови Пресвятої Богородиці (Кострина)
Церква Покрови Пресвятої Богородиці — дерев'яна церква, яка знаходиться у селі Кострина, Великоберезнянського району, Закарпатської області,  пам'ятка архітектури національного значення (№ 192).
У селі Кострино на пагорбі, у винятково гарному місці розташовано шедевр народного будівництва — дерев'яну церкву Покрови Пречистої Богородиці, що належить до видатних пам'яток української народної архітектури. Костринська церква не поступається красою ужоцькій, але вона на 100 років старша і краса її дещо відмінна. Чари споруди ховаються в таємницях пропорцій, у розмірах церкви, в лініях її силуету. З кожного боку церква сприймається як бездоганно завершений художній твір, ідеально вписаний у навколишній розкішний ландшафт.  Храм побудований без жодного цвяху та сучасних оснащень, дерев’яна споруда є автентичною візитівкою Великоберезнянщини. 

## Архітектура

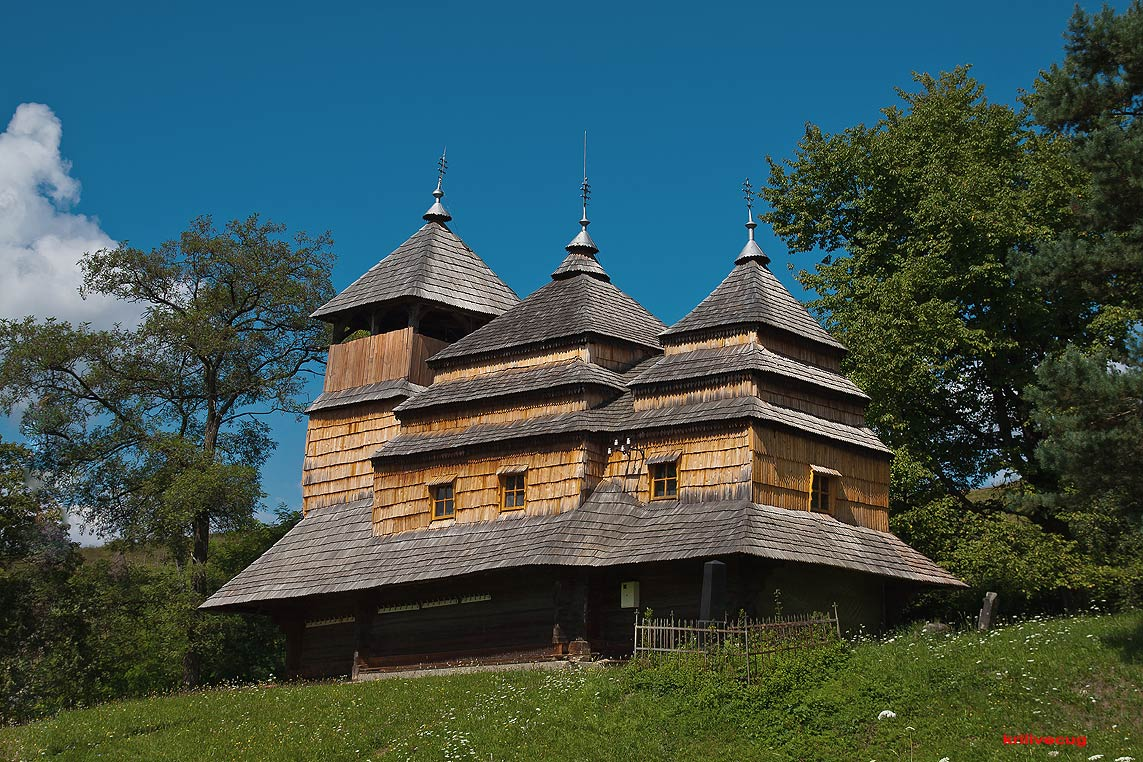

У центрі села, на пагорбі, знаходиться оригінальний пам'ятник бойківського дерев'яного зодчества — храм Покрова. Церква представляє великий інтерес як перехідний тип від бойківського до лемківської зодчества. Особливістю останнього є вельми своєрідна динамічна композиція обсягів, поступово наростаючих від невеликого вівтаря через центральний багатозаломної верх до високої вежі-дзвіниці західного типу. У храмі в Кострино ця тенденція ще тільки намічена, і його будівничі все ще зберігають у дзвіниці форму шатрових верхів бойківських храмів. Строгий геометризм архітектурних форм, спостережна галерея дзвіниці зближують її з дерев'яним оборонним зодчеством. 

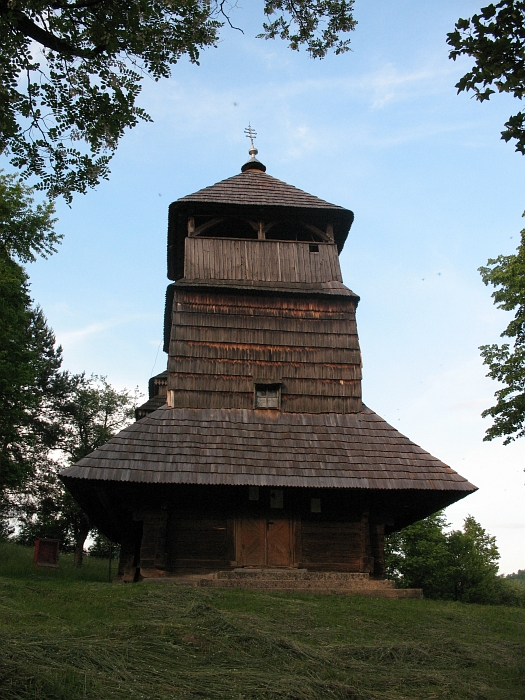
Церква у селі Кострина. Вид з заходу

Церква Покрови Пресвятої Богородиці була перевезена і поставлена на теперішньому місці у 1703 році з с. Сянки Львівської області. Над зрубом бабинця у 1761 році надбудована каркасна дзвіниця. Кутові з'єднання виконані врубками в простий замок з потайним прямим шипом. У плані всі три зруби близькі до квадрату, центральний зруб ширше інших зрубів. Всі три об'єми церкви перекриті шатровими завершеннями з двома заломами. Над бабинцем влаштовані емпори. Оточена піддашшям на випусках зрубу. Збудована з ялинових брусів. Верхи, піддашшя і стіни над опасанням покриті ґонтом. Збереглася дерев'яна різьба XVIII століття. Пам'ятник тяжіє до бойківської архітектурної школі. Однак надбудова дзвіниці над західною частиною, яка по висоті перевищила центральний зруб, порушила рівновагу архітектурних мас і надала споруді риси, типові для лемківської архітектури. 
Довжина церкви становить 15 метрів, ширина — 7, висота вежі від фундаменту — 14. Внаслідок надбудови каркасної вежі-дзвіниці, церква набула певної динамічності з наростанням форм зі сходу на захід, що максимально наблизило її до церков лемківського стилю. 

## Історія
За століття своєї історії селу кілька разів пощастило. По-перше, 1703 року громада купила надзвичайно гарну церкву, збудовану 1645 року в селі Сянки сусіднього Турківського району Львівщини. Перевозили дерев’яний храм волами із Сянок цілу ніч.  Народний переказ стверджує, що, вибираючи місце для церкви, селяни довго вагалися і переносили деревину з урочища Кошарки в урочище Дорошавиця і навпаки, аж поки не поставили храм на Дорошавиці. По-друге, церква не зазнала радикальних перебудов, а надбудована вежа не применшила її шарму. По-третє, ще у 1865 році громада замовила план нової мурованої церкви і вибрала ділянку. Очевидно, через відсутність коштів кам’яну базилічну церкву довго не будували. Нарешті вирішили спорудити її на місці дерев’яної і приступити до роботи 1914 року, але розпочалася Перша світова війна. Після війни гроші, зібрані на будівництво, знецінилися, і дерев’яна красуня була врятована. 
Нарешті, пощастило і по-четверте. З 1891 до 1901 року в Кострині служив греко-католицький священик Михайло Лендєл, який за ці 10 років дуже талановито і детально написав хроніку духовного та господарського життя сіл Кострино і Сіль. Багато фактів місцевої історії було записано від унікального костринського чоловіка, довгожителя Георгія Чурея, який прожив 130 років (помер у 1897 році) і, за висловом священика, був верховинським Нестором-літописцем. З цих записів довідуємося, що першу смерекову церкву в Кострині було збудовано у 1451 році, друга постала 1602 року, а теперішня є вже третьою. Як і в багатьох інших селах, найбільший дзвін було конфісковано на військові потреби під час визвольної війни угорців на чолі з Лайошом Кошутом у 1848–1849 роках. Нову партію дзвонів виготовив 1899 року ливарник Шандор Ласло в Малих Ґеївцях біля Ужгорода. 
Біля церкви видніються поховання священиків, з яких особливо запам’яталися ревний і невтомний Олександр Данилович (служив з 1848 до 1853 року), який переважно власним коштом збудував фару, насадив фруктовий сад, запроваджував прогресивні методи землеробства; Василь Леґеза (1855–1893), який розбудовував парохію, Августин Ґулович (1874–1884), який заснував пасіку, спорудив у Кострині і Солі кам’яні школи і, звичайно, Михайло Лендєл (1891–1901), який залишив нащадкам безцінну хроніку сіл Кострино і Сіль. 
В радянські часи церква охоронялась як пам'ятка архітектури Української РСР (№ 192). В 2018 році церква визнана об’єктом культурної спадщини національного значення, який внесено до Державного реєстру нерухомих пам’яток України (№ 070018).
Нині церква Святої Покрови належить православній єпархії і перейменована у костринський монастир. Монастир Святої Покрови вважається архітектурною пам’яткою Закарпаття, адже побудований лише з дерева. Всередині збереглися іконостаси та позолочені святі чаші. Вражає також і стара дзвіниця на горищі монастиря. За монастирем в основному доглядають монахи та місцеві жителі. Ірина Бельо уже п’ятдесят років доглядає духовну пам’ятку рідного села. За радянських часів монастир хотіли кілька раз знищити. Однак селяни боронили дерев’яну пам’ятку і, на щастя, вона вціліла. Старожитель Ірина Бельо розповідає історію про те, як її чоловіка хотіли звільнити з роботи через те, що брався реконструювати церкву. Нині монастир виглядає велично: під храм заклали фундамент, на дверях замінили замки та полакували дах. Однак стиль споруди зовсім не порушився, а навпаки гармоніює із весною та природою. 

## Інтер'єр
У бабинець церкви ведуть двері, обрамлення якої в центрі має гострий обрис, що нагадує за формою готичний. Цікаво вирішує майстер інтер'єр храму. Низенький темний бабинець як би по контрасту підсилює просторість і світлість висотного розкритого простору середнього приміщення, акцентує увагу на іконостасі з його мерехтливим блиском позолоти. 
Іконостас походить з 1645 року, хоча отець М. Лендєл називає також 1596 рік. Ікони намальовані на липових дошках, які потемніли від покриття лаком упродовж століть, лакування зазначено  у 1832 та 1894 роках. Багато оздоблене Євангеліє, яке було куплене у 1871 році, а старе Євангеліє датоване 1691 роком.